# Riki Matsuda
Riki Matsuda (japanisch 松田 力 Matsuda Riki; * 24. Juli 1991 in Osaka) ist ein japanischer Fußballspieler.

## Karriere
Matsuda erlernte das Fußballspielen in der Jugendmannschaft vom Osaka Central FC, der Schulmannschaft der Rissho University Shonan High School sowie der Universitätsmannschaft der Biwako Seikei Sport College. 2013 wurde er vom Sport College an den Erstligisten Ōita Trinita ausgeliehen. Der Verein aus Ōita spielte in der höchsten Liga des Landes, der J1 League. Für den Verein absolvierte er neun Erstligaspiele. Seinen ersten Vertrag unterschrieb er 2014 beim Erstligisten Nagoya Grampus in Nagoya. Im August 2015 wurde er an den Zweitligisten JEF United Chiba ausgeliehen. Für JEF absolvierte er 15 Ligaspiele. 2016 kehrte er zu Nagoya Grampus zurück. 2017 unterschrieb er einen Vertrag beim Zweitligisten Avispa Fukuoka. Für Avispa stand er 104-mal auf sem Spielfeld. 2020 nahm ihn Ligakonkurrent Ventforet Kofu unter Vertrag. Für dem Zweitligisten aus Kōfu stand er 36-mal in der zweiten Liga auf dem Spielfeld. Im Januar 2021 verpflichtete ihn Cerezo Osaka. Der Verein aus Osaka spielte in der ersten Liga. Für Osaka absolvierte er zwanzig Erstligaspiele. Im Januar 2022 wechselte er ablösefrei zum Drittligisten Ehime FC. 2023 feierte er mit Ehime die Drittligameisterschaft und den Aufstieg in die zweite Liga. Nach insgesamt 95 Ligaspielen für Ehime wechselte er im Januar 2025 zum ebenfalls in der zweiten Liga spielenden Kataller Toyama.

## Erfolge
Ehime FC
- Japanischer Drittligameister: 2023  ▲